# پوتوم
پوتوم (به آلمانی: Pottum) یک شهر در آلمان است که در وستروالدکرایس واقع شده‌است. پوتوم ۱٬۰۲۷ نفر جمعیت دارد.